# Eric van der Linden
Eric van der Linden (Schagen, 17 de abril de 1974) é um triatleta profissional neerlandês. 

## Carreira

### Olimpíadas
Eric van der Linden disputou os Jogos de Sydney 2000, terminando em 42º lugar com o tempo de 1:54:32.04. 